# 筑土八幡町
筑土八幡町（日语：／ Tsukudō-hachimanchō */?）是東京都新宿區的町名。已實施住居表示，不設「丁目」。2013年8月1日為止的人口有929人。郵遞區號為162-0815。

## 地理
位於新宿區東北部。北鄰東五軒町、新小川町，東部至東南部接津久戶町，西南部與西部連白銀町。町域南端有大久保通通過。地名源自於此地的筑土八幡神社，是筑土八幡町的中心。町域內多為住宅地與高層建築。

## 歷史
- 1869年（明治2年）：成立牛込筑土八幡町。
- 1878年（明治11年）：劃入牛込區。
- 1911年（明治44年）：去除牛込的冠稱，為筑土八幡町。
- 1947年（昭和22年）：屬新宿區。
- 1988年（昭和63年）：實施新住居表示，筑土八幡町大部分與津久戶町、白銀町各一部分合併為現行的筑土八幡町。

### 地名由來
來自町內的筑土八幡神社。

## 交通
町域內沒有鐵路車站，可利用飯田橋站、神樂坂站、牛込神樂坂站。

## 設施
- 筑土八幡神社 - 有新宿區最古老的鳥居。參道旁有神樂舞台，長年未使用。此外還有雌雄猿猴拿著桃的石板，與「金太郎」作曲者田村虎藏的紀念碑。
- 牛込消防署
- 東京都看護協會

## 備註
1. ↑  『角川日本地名大辞典 13　東京都』、角川書店、1991年再版、P875
2. ↑  .   [2013-08-10]. （原始内容存档于2014-08-19）.

## 外部連結
- 新宿區役所 （页面存档备份，存于）